# Berindia, Arad
Berindia este un sat în comuna Buteni din județul Arad, Crișana, România.

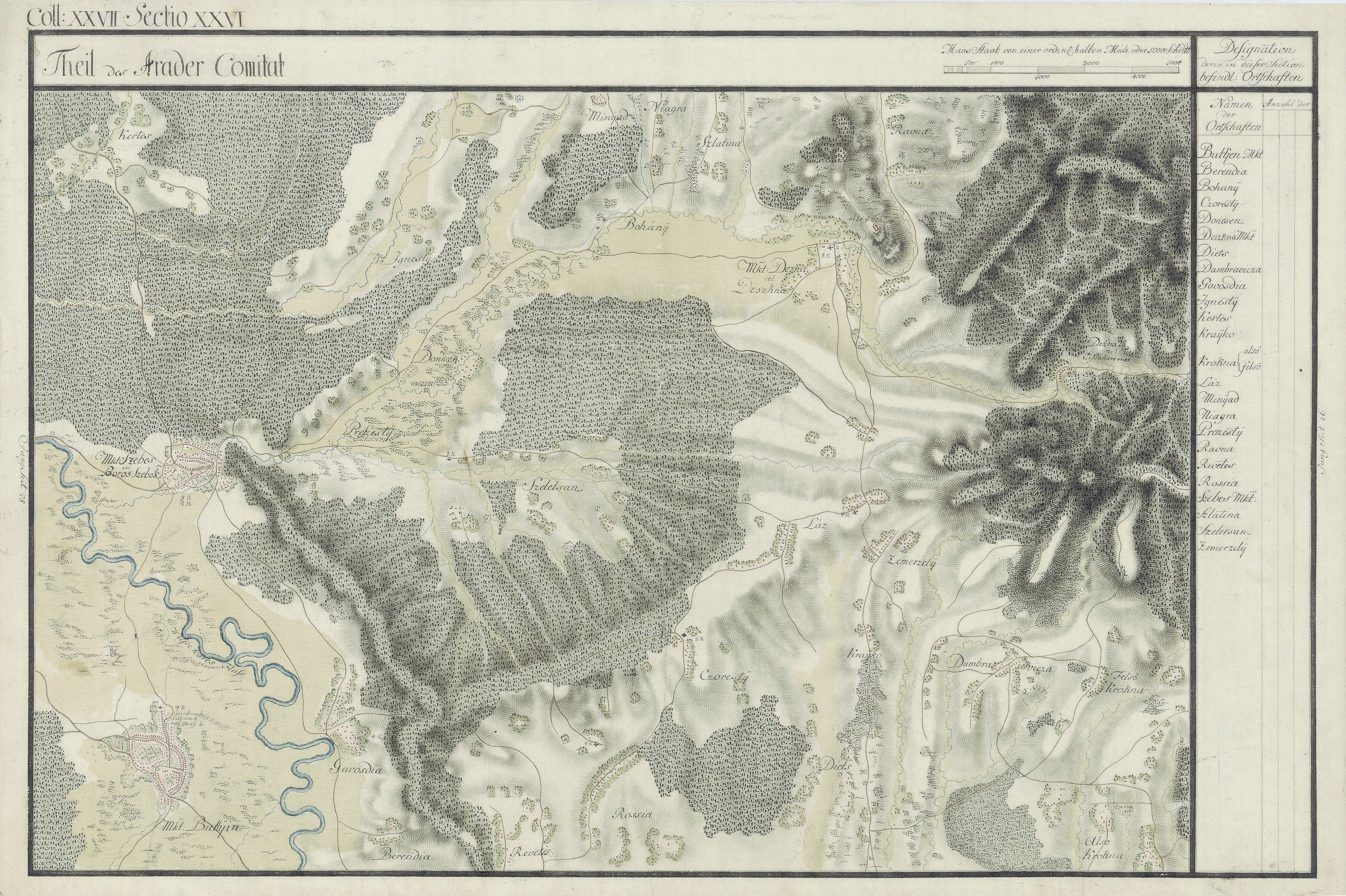
Berindia în Harta Iosefină a Comitatului Arad, 1782-85